# Éric Perrot
Éric Perrot (* 29. Juni 2001 in Bourg-Saint-Maurice) ist ein französisch-norwegischer Biathlet. Er wurde 2021 Juniorenweltmeister, gehört seit der Folgesaison der französischen Nationalmannschaft an und feierte im März 2023 seinen ersten Weltcupsieg. 2025 wurde er Weltmeister im Einzel sowie 2024 und 2025 mit der Mixed-Staffel.

## Sportliche Laufbahn
Éric Perrot nahm 2019 im Rahmen des Olympischen Jugendfestivals in Sarajevo erstmals an internationalen Wettkämpfen teil und gewann auf Anhieb das Sprintrennen sowie Silber mit der Mixed-Staffel. 2020 nahm er in Lenzerheide erstmals an Jugendweltmeisterschaften teil und ergatterte im Einzel mit Bronze eine weitere Medaille. Bei den Juniorenweltmeisterschaften im Folgejahr in Obertilliach gewann er Silber in der Verfolgung und mit Oscar Lombardot, Sébastien Mahon und Émilien Claude Gold in der Staffel. Im Januar 2021 gab der Franzose zuvor noch sein Debüt im IBU-Cup und lief als Achter des ersten Sprints am Arber sofort unter die Top 10, mit der Staffel ging es sogar auf das Podest. Auch an den Europameisterschaften 2021 in Duszniki-Zdrój nahm er teil und erreichte als beste Platzierung einen fünften Platz im Sprint. Zum Abschluss der Saison 2020/21 gab Perrot als 19-jähriger sein Debüt im Weltcup in Östersund. Im Sprint wurde er 76. und qualifizierte sich damit nicht für die Verfolgung.
In der nächsten Saison startete Perrot zunächst im IBU-Cup. Aufgrund seiner Ergebnisse, zweimal Top Ten, wechselte er nach drei Rennen in den Weltcup und verfehlte in Östersund mit einem 41. Platz in der Verfolgung seinen ersten Weltcuppunkt knapp. In Hochfilzen wurde er in der Verfolgung 36. und erhielt zum ersten Mal Weltcuppunkte. Nachdem er sich bei den beiden folgenden Stationen nicht für die Verfolgung qualifizieren konnte, erreichte der Franzose beim Sprint von Ruhpolding mit einem achten Platz ohne Schießfehler sein erstes Top-Ten-Ergebnis. In Antholz wurde er erstmals als Schlussläufer in einem Staffelrennen eingesetzt, verließ den Schießstand nach einer fehlerlosen Serie als Zweiter, brach aber in der Schlussrunde ein und musste Russland und Deutschland den Vortritt lassen. Als Ersatzstarter wurde Perrot zudem mit zu den Olympischen Spielen genommen, bekam aber erwartungsgemäß keinen Einsatz.
Auch im Winter 2022/23 war Perrot Teil der Nationalmannschaft im Weltcup, war in Kontiolahti als Startläufer wieder Teil der Männerstaffel und stieg mit Fabien Claude, Émilien Jacquelin sowie Quentin Fillon Maillet erstmals auf ein Weltcuppodest. Nach unterdurchschnittlichen Leistungen wurde er im Januar nach Osrblie in den IBU-Cup versetzt, ließ dort seiner Konkurrenz keine Chance und siegte in Sprint und Supersprint. Zurück im Weltcup ging es auch beim Staffelrennen von Ruhpolding auf den Bronzerang, seine ersten Weltmeisterschaften verliefen mit durchschnittlichem Erfolg. In Nové Město na Moravě bestritt der Franzose seine erste Mixed-Staffel, brachte das Team mit seiner Leistung in Führung und konnte mit Fabien Claude, Lou Jeanmonnot und Caroline Colombo seinen ersten Weltcupsieg feiern. Extrem erfolgreich verlief das Wochenende von Östersund: im Einzel stellte Perrot mit Rang 6 sein bestes Resultat auf der höchsten Ebene auf, mit der Herrenstaffel lief er auf den zweiten Platz. Im Massenstart erzielte der 21-jährige schließlich sein erstes Einzelpodium, mit der viertbesten Kurszeit leistete er sich einen Schießfehler und belegte hinter Vetle Sjåstad Christiansen und Johannes Dale den dritten Schlussrang. In der Weltcupwertung resultierte am Saisonende Rang 34.

## Persönliches
Perrot ist der Sohn des französischen Biathleten Franck Perrot, der bei den Weltmeisterschaften 1995 im Mannschaftswettkampf die Bronzemedaille gewann, und der norwegischen Biathletin und nationalen Meisterin Tone Marit Oftedal.

## Statistiken

### Weltcupsiege
| Nr. | Datum         | Ort            | Disziplin           |
| --- | ------------- | -------------- | ------------------- |
| 1.  | 9. März 2024  | Soldier Hollow | Sprint (10 km)      |
| 2.  | 8. Dez. 2024  | Kontiolahti    | Massenstart (15 km) |
| 3.  | 15. März 2025 | Pokljuka       | Massenstart (15 km) |

| Nr. | Datum         | Ort         | Disziplin                |
| --- | ------------- | ----------- | ------------------------ |
| 1.  | 5. März 2023  | Nové Město  | Mixed-Staffel (4×6 km) 1 |
| 2.  | 1. Dez. 2024  | Kontiolahti | Staffel (4×7,5 km) 2     |
| 3.  | 15. Dez. 2024 | Hochfilzen  | Staffel (4×7,5 km) 2     |
| 4.  | 25. Jan. 2025 | Antholz     | Staffel (4×7,5 km) 2     |

### Weltcupplatzierungen
Die Tabelle zeigt alle Platzierungen (je nach Austragungsjahr einschließlich Olympische Spiele und Weltmeisterschaften).
- 1.–3. Platz: Anzahl der Podiumsplatzierungen
- Top 10: Anzahl der Platzierungen unter den ersten zehn (einschließlich Podium)
- Punkteränge: Anzahl der Platzierungen innerhalb der Punkteränge (einschließlich Podium und Top 10)
- Starts: Anzahl gelaufener Rennen in der jeweiligen Disziplin
- Staffel: inklusive Mixed- und Single-Mixed-Staffeln

| Platzierung               | Einzel | Sprint | Verfolgung | Massenstart | Staffel | Gesamt |
| ------------------------- | ------ | ------ | ---------- | ----------- | ------- | ------ |
| 1. Platz                  |        | 1      |            |             | 1       | 2      |
| 2. Platz                  |        |        |            |             | 3       | 3      |
| 3. Platz                  |        |        | 1          | 1           | 2       | 4      |
| Top 10                    | 2      | 5      | 4          | 1           | 12      | 24     |
| Punkteränge               | 6      | 9      | 12         | 5           | 12      | 44     |
| Starts                    | 7      | 21     | 15         | 5           | 12      | 60     |
| Stand: Saisonende 2023/24 |        |        |            |             |         |        |

### Weltcupwertungen
Ergebnisse bei Biathlon-Weltcups (Disziplinen- und Gesamtweltcup) gemäß Punktesystem
| Saison  | Einzel | Einzel | Sprint | Sprint | Verfolgung | Verfolgung | Massenstart | Massenstart | Gesamt | Gesamt |
| Saison  | Platz  | Punkte | Platz  | Punkte | Platz      | Punkte     | Platz       | Punkte      | Platz  | Punkte |
| ------- | ------ | ------ | ------ | ------ | ---------- | ---------- | ----------- | ----------- | ------ | ------ |
| 2020/21 | –      | –      | –      | 0      | –          | –          | –           | –           | –      | 0      |
| 2021/22 | –      | 0      | 61.    | 34     | 70.        | 9          | –           | –           | 68.    | 43     |
| 2022/23 | 13.    | 76     | 49.    | 27     | 48.        | 26         | 26.         | 60          | 34.    | 189    |
| 2023/24 | 11.    | 89     | 11.    | 232    | 11.        | 227        | 21.         | 74          | 11.    | 622    |

### Weltmeisterschaften
Ergebnisse bei den Weltmeisterschaften:
| Weltmeisterschaften | Weltmeisterschaften | Einzelwettbewerbe | Einzelwettbewerbe | Einzelwettbewerbe | Einzelwettbewerbe | Staffelwettbewerbe | Staffelwettbewerbe | Staffelwettbewerbe |
| Jahr                | Ort                 | Einzel            | Sprint            | Verfolgung        | Massenstart       | Herrenstaffel      | Mixed-Staffel      | S.-M.-Staffel      |
| ------------------- | ------------------- | ----------------- | ----------------- | ----------------- | ----------------- | ------------------ | ------------------ | ------------------ |
| 2023                | Oberhof             | 32.               | 49.               | 32.               | –                 | –                  | –                  | –                  |
| 2024                | Nové Město          | 8.                | 4.                | 14.               | 9.                | 3.                 | 1.                 | –                  |
| 2025                | Lenzerheide         | 1.                | 14.               | 3.                | 7.                | 2.                 | 1.                 | –                  |

### Europameisterschaften
Ergebnisse bei den Europameisterschaften:
| Europameisterschaften | Europameisterschaften | Einzelwettbewerbe | Einzelwettbewerbe | Einzelwettbewerbe | Staffelwettbewerbe | Staffelwettbewerbe |
| Jahr                  | Ort                   | Einzel            | Sprint            | Verfolgung        | Mixed-Staffel      | S.-M.-Staffel      |
| --------------------- | --------------------- | ----------------- | ----------------- | ----------------- | ------------------ | ------------------ |
| 2021                  | Duszniki-Zdrój        | DNS               | 5.                | 33.               | 12                 | –                  |

### Jugend-/Juniorenweltmeisterschaften
Perrot nahm 2020 an den Jugend- und 2021 an den Juniorenwettkämpfen teil.
| Weltmeisterschaften | Weltmeisterschaften | Einzelwettbewerbe | Einzelwettbewerbe | Einzelwettbewerbe | Herrenstaffel |
| Jahr                | Ort                 | Einzel            | Sprint            | Verfolgung        | Herrenstaffel |
| ------------------- | ------------------- | ----------------- | ----------------- | ----------------- | ------------- |
| 2020                | Lenzerheide         | 3.                | 15.               | 14.               | 5.            |
| 2021                | Obertilliach        | 8.                | 5.                | 2.                | 1.            |

### IBU-Cup-Siege
| Nr. | Datum        | Ort     | Disziplin   |
| --- | ------------ | ------- | ----------- |
| 1.  | 5. Jan. 2023 | Osrblie | Supersprint |
| 2.  | 7. Jan. 2023 | Osrblie | Sprint      |